# Misión de Ajacán
La Misión de Ajacán (también Axaca, Axacam, Iacan, Jacán, Xacan o Jacan) fue un intento español de establecer una misión jesuita en las cercanías de la península de Virginia para llevar el cristianismo a los nativos americanos en 1570. El esfuerzo por fundar la Misión de Santa María fue anterior a la fundación del asentamiento inglés de Jamestown (Virginia), por unos 36 años. En febrero de 1571, todo el grupo fue masacrado por los nativos americanos excepto Alonso de Olmos. Al año siguiente, un grupo de españoles de Florida fue a la zona, rescató a Alonso y mató a unos 20 indígenas.

## Exploración española
A principios del siglo XVI, los exploradores españoles fueron los primeros europeos en ver la desembocadura de la bahía de Chesapeake, que los españoles llamaron bahía de Madre de Dios o Bahía de Santa María. Buscaban el paso del Noroeste hacia la India, y nombraron la tierra Ajacán, o Jacán según Oré.
Los españoles lograron fundar un asentamiento estable en 1565 en San Agustín (Florida), el primero fundado por europeos en lo que hoy es Estados Unidos. En los dos años siguientes establecieron otros nueve puestos de avanzada militares (presidios) desde la bahía de Tampa alrededor de la península de Florida y la costa atlántica hasta Santa Elena, en una isla frente a Port Royal (Carolina del Sur). Sólo los presidios de San Agustín y Santa Elena duraron más de tres años. Desde Santa Elena, Juan Pardo recibió el encargo de dirigir las expediciones al interior buscando una ruta a las minas de plata mexicanas. Fundó el Fuerte San Juan en 1567-68 en el cacicazgo regional de Joara como el primer asentamiento europeo en el interior de Norteamérica en el oeste de la actual Carolina del Norte, fundando asimismo otras cinco guarniciones en el interior. Todos fueron pronto destruidos por los nativos americanos. Se han encontrado restos arqueológicos en el Fuerte San Juan y Joara.
En 1561, una expedición enviada por Ángel de Villafañe capturó a un niño indígena de la región de la bahía de Chesapeake y lo llevó a México. Fue instruido en la religión católica y bautizado como Luis, en honor a Luis de Velasco y Ruiz de Alarcón, el Virrey de la Nueva España. Los españoles lo llevaron a Madrid, donde tuvo una audiencia con el rey Felipe II y recibió una completa educación jesuita. Algunos dominicos que se dirigían a Florida como misioneros se llevaron a Luis con ellos, parando en La Habana donde abandonaron sus planes para Florida. Dicho Luis es conocido en la historiografía como Don Luis o Paquiquino.

## Misión
En 1570, el padre Juan Bautista de Segura era el viceprovincial jesuita de La Habana y acababa de retirar a los misioneros jesuitas de Guale y Santa Elena. Quería fundar una misión en Ajacán sin una guarnición militar, lo cual era inusual. Sus superiores expresaron su preocupación, pero le dieron permiso para fundar lo que se llamaría la Misión de Santa María. Partió en agosto junto con el padre Luis de Quirós, antiguo jefe del colegio de los jesuitas entre los moros de España, seis hermanos jesuitas y un niño español llamado Alonso de Olmos, llamado Alonsito. Don Luis fue con ellos para servirles de guía e intérprete. Pararon en Santa Elena para aprovisionarse.
El 10 de septiembre, el grupo llegó a Ajacán, en la orilla norte de una de las penínsulas más bajas de Chesapeake. Construyeron una pequeña cabaña de madera con una sala contigua donde se podía celebrar la misa.

### Localización indeterminada
Los historiadores han tratado de determinar la ubicación exacta de la Misión de Ajacán, pero no se ha encontrado evidencia arqueológica para llegar a una conclusión firme. Algunos dicen que la ubicación fue en Queen's Creek en el lado norte de la península de Virginia, cerca del río York. Hallazgos recientes sugieren que podría haber estado en el pueblo de Axacam en el lado del condado de New Kent de Diascund Creek, cerca de su confluencia con el río Chickahominy. Otra teoría sitúa a la Misión de Santa María cerca del río Occoquan y el arroyo Aquia Creek, en el territorio de la tribu Patawomeck en el condado de Stafford, Virginia. El 27 de octubre de 1935 se descubrió en el cementerio católico de Aquia, en memoria de los jesuitas, una lápida de bronce con los nombres de los asesinados. Este sitio tenía un importante pueblo nativo americano cercano, un arroyo navegable que fluía desde el norte y acantilados blancos. Stratford Hall también tiene acantilados blancos sobre el río Potomac cerca de su confluencia con la bahía de Chesapeake y el río Rappahannock.

## Masacre
Don Luis trató de localizar su pueblo natal de Chiskiack, que no había visto en diez años. Se decía que reconocía a parientes lejanos entre los nativos americanos en la orilla, así que los misioneros desembarcaron y pronto dejó a los jesuitas, estableciéndose con su propia gente a una distancia de más de un día de viaje. Cuando no regresó, los jesuitas creyeron que los había abandonado. Tenían miedo de no tener a nadie que supiera el idioma, pero fueron capaces de hacer trueque por algo de comida. La región del Atlántico medio estaba sufriendo un largo período de sequía, que conducía a la hambruna.
Hacia febrero de 1571, tres misioneros se dirigieron hacia la aldea donde pensaban que Don Luis se alojaba. Los asesinó, luego llevó a otros guerreros a la estación principal de la misión donde mataron a los sacerdotes y a los seis hermanos restantes, robándoles sus ropas y suministros litúrgicos. Sólo se salvó el joven criado Alonso de Olmos y fue puesto bajo el cuidado de un jefe.

## Consecuencias
Un barco de suministros español fue a la misión en 1572. Los hombres salieron en canoas vestidos con atuendos clericales y trataron de llevarlos a tierra y luego atacaron. Los españoles mataron a varios y los cautivos les hablaron del joven español que sobrevivió. Intercambiaron a algunos de sus cautivos por Alonso, quien les habló de la masacre de los hermanos de la misión. El padre Juan Rogel, misionero jesuita de Florida, escribió un relato a su superior Francisco de Borja, fechado el 28 de agosto de 1572. Ese mes, el gobernador de Florida Pedro Menéndez de Avilés llegó con fuerzas armadas desde Florida para vengar la masacre de los españoles y con la esperanza de capturar a Don Luis. Sus fuerzas nunca encontraron a Don Luis, pero ahorcaron a otros siete nativos americanos y mataron a un total de 20 en su ataque.
Los españoles abandonaron entonces los planes de continuar su actividad en la región. Rogel señaló que estaba más densamente poblada que las zonas más meridionales de la costa Este, y que la gente vivía en asentamientos. Los jesuitas que quedaban fueron retirados de San Agustín y enviados a México. En 1573, el gobernador español de Florida, Pedro Menéndez Márquez, llevó a cabo una mayor exploración de la bahía de Chesapeake, pero no intentó una mayor colonización. En 1587, los colonos ingleses intentaron establecer una colonia en la isla de Roanoke, frente a la costa de Virginia. Los suministros de socorro se retrasaron durante casi tres años cuando Felipe II de España intentó invadir Inglaterra y todos los barcos disponibles fueron puestos en servicio para repeler a la Armada Invencible. Finalmente llegó un barco de socorro, pero los colonos de Roanoke habían desaparecido. Los ingleses no fundaron Jamestown hasta 1607.